# Тор Чуан Леонг
Тор Чуан Леонг (малайск. Thor Chuan Leong, кит. 涂振龍 ; 24 марта 1988) — малайзийский профессиональный игрок в снукер. Его также среди снукеристов называют Рори Тор.

## Карьера
Рори Тор стал профессионалом в 2014 году, после того как его номинировали от Азиатской Федерации снукера на сезон 2014/2015.

## Финалы турниров

### Финалы Профессионально-любительских турниров: 2 (1 победа, 1 поражение)
| Результат  | №  | Год  | Соревнование            | Соперник в финале | Счёт |
| ---------- | -- | ---- | ----------------------- | ----------------- | ---- |
| Финалист   | 1. | 2009 | Игры Юго-Восточной Азии | Супож Саенла      | 3–4  |
| Победитель | 1. | 2015 | Игры Юго-Восточной Азии | Хтет Ко           | 4–2  |

### Финалы Пригласительных турниров: 1 (1 победа, 0 поражение)
| Результат  | №  | Год  | Соревнование            | Соперник в финале | Счёт |
| ---------- | -- | ---- | ----------------------- | ----------------- | ---- |
| Победитель | 1. | 2013 | Игры Юго-Восточной Азии | Ситхидет Сакбинг  | 5–4  |